# 수소화 포지트로늄

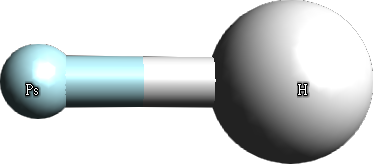
수소화 포지트로늄의 공-막대 모델

수소화 포지트로늄(Positronium hydride)은 별난 원자인 포지트로늄과 하나의 수소 원자를 가지는 별난 분자이다. 또 PsH로도 표기된다. A ore가 1951년에 그 존재를 예측했고, 이후에 이론적으로 연구되었지만, 1990년까지 관측되지 않았다. R. Pareja, R. Gonzalez가 마드리드에서 포지트로늄을 수산화 마그네슘결정에 가두었다. 트랩은 오크 리지 국립 연구소에서 yok chen에 의해 준비되었다. 이 실험에서 양전자는 감속되었으며, 높은 속도로 움직이지 않았고 결정 속 H− 이온과 반응했다. 1992년에 덴마크의 Aarhus 대학에서 David M. Schader 와 F.M. Jacobson등이 한 실험에서 만들어졌다. 연구자들은 포지트로늄을 메탄에 발사하여 수소화 포지트로늄을 만들었다. 양전자의 속도가 느려지면 전자들이 양전자와 결합해 포지트로늄을 형성하고 이는 메탄에서 나오는 수소와 결합하여 수소화 포지트로늄을 만드는 방식이다.

## 붕괴
수소화 포지트로늄은 하나의 양성자, 두 개의 전자 그리고 하나의 양전자로 구성된다. 결합에너지는 1.1±0.2 eV이다. 분자의 수명은 0.65 나노초이다. Positronium deuteride 또한 수명이 동일하다.
포지트로늄의 부패는 붕괴에서 방출되는 두개의 511keV 감마선 광자를 측정함으로 쉽게 관찰된다. 포지트로늄의 광자가 가지는 에너지 결합에너지에 의해 분자와 약간 다르다. 그러나 이는 아직 검출되지 않았다.

## 특성
수소화 포지트로늄의 구조는 이원자 분자이며, 두개의 양전하 중심 사이에서 화학결합을 가진다. 전자들은 양성자쪽에 더 집중된다. 수소화 포지트로늄 특성의 예측은 4체 쿨롱 문제이다. 확률적인 변분법으로 계산한 결과, 분자의 크기는 수소분자보다 크다. 양전자와 양성자는 평균적으로 3.66a0 떨어져 있다. 포지트로늄 원자에 비해 분자 속에 존재하는 포지트로늄은 크기가 3.48a0으로 원래의 30보다 부풀러져 있다. 전자와 양성자의 평균 거리는 수소분자보다 크다. 이는2.31 a0이며 2.8au에서 최대 밀도를 가진다.

## 형성
수소화 포지트로늄의 짧은 수명 때문에 화학적 특성을 확고히 하기 힘들다. 하지만 이론적인 계산을 통해 무슨 일이 일어날지는 예측할 수 있다. 형성하는 방법 중 하나는 수소화 알칼리 금속이 양전자와 반응하는 것이다. 쌍극자 모멘트가 1.625디바이 보다 큰 분자들은 양전자를 끌어당기고 묶어놓을 수 있다. 크로포드 모델은 이와 같은 양전자 구속을 예측한다. 그러나 수소화 리튬, 나트륨 수소화물 및 수소화 칼륨 분자의 경우 이 첨가물은 분해되고 수소화 포지트로늄 과 알칼리 양이온이 형성된다.

## 비슷한 화합물
수소화 포지트로늄은 간단한 별난 화합물이다. 포지트로늄의 다른 화합물은 다음과 같은 반응, e+ +AB → PsA+B+을 통해 형성이 가능하다. 포지트로늄을 포함하는 다른물질은 di-positronium 고 두개의 전자를 가지는 이온 Ps−이 있다. 일반적인 물질과 Ps의 분자는 할로겐화물과 시안화물이 있다.